# Morti nel 1703
| Questa pagina contiene informazioni ricavate automaticamente dalle voci biografiche con l'ausilio del template Bio e di un bot. L'aggiornamento è periodico e automatico e ricostruisce completamente la pagina. Se manca una persona in questa lista, sei pregato di non aggiungerla, ma accertati piuttosto che la sua voce biografica contenga il template Bio e che i dati anagrafici siano correttamente compilati. Se il template Bio manca, inseriscilo tu stesso o, in alternativa, metti l'avviso {{tmp\|Bio}} che ne segnala la mancanza. Se i dati riportati sono sbagliati, correggi direttamente la voce biografica; le modifiche saranno visibili in questa lista entro pochi giorni. Per chiarimenti vedi il progetto biografie. La lista contiene solo le 80 persone che sono citate nell'enciclopedia e per le quali è stato implementato correttamente il template Bio. Pagina aggiornata al 5 set 2024. |

## Gennaio(9)
- 6 gennaio - Carlotta Maria di Sassonia-Jena, principessa (n. 1669)
- 8 gennaio - Lorenzo Bellini, medico, anatomista e poeta italiano (n. 1643)
- 9 gennaio - Ursula Micaela Morata, religiosa e mistica spagnola (n. 1628)
- 11 gennaio - Johann Georg Graeve, filologo classico olandese (n. 1632)
- 12 gennaio - Francesco Eschinardi, fisico e matematico italiano (n. 1623)
- 16 gennaio - Erik Dahlberg, militare e ingegnere svedese (n. 1625)
- 27 gennaio - Gaetano Gambacorta, nobile italiano (n. 1657)
- 27 gennaio - Daltaban Mustafa Pascià, politico e militare ottomano
- 31 gennaio - Rafał Leszczyński, nobile e poeta polacco (n. 1650)

## Febbraio(5)
- 5 febbraio - Phetracha, re (n. 1632)
- 15 febbraio - Robert Kerr, I marchese di Lothian, nobile e politico scozzese (n. 1636)
- 18 febbraio - Thomas Hyde, orientalista inglese (n. 1636)
- 18 febbraio - Ilona Zrínyi, nobile ungherese (n. 1643)
- 20 febbraio - John Churchill, marchese di Blandford, nobile inglese (n. 1686)

## Marzo(5)
- 3 marzo - Robert Hooke, fisico, biologo e geologo inglese (n. 1635)
- 12 marzo - Aubrey de Vere, XX conte di Oxford, nobile e militare inglese (n. 1627)
- 18 marzo - Maria De Dominici, pittrice, scultrice e monaca cristiana maltese (n. 1645)
- 29 marzo - Giorgio Federico II di Brandeburgo-Ansbach, nobile (n. 1678)
- 31 marzo - Johann Christoph Bach, compositore e organista tedesco (n. 1642)

## Aprile(4)
- 3 aprile - Biagio Falcieri, pittore italiano (n. 1627)
- 8 aprile - Domenico Piola, pittore italiano (n. 1627)
- 13 aprile - Vittoria Montecuccoli Davia, nobildonna italiana (n. 1655)
- 24 aprile - Gianfrancesco II Gonzaga, nobile italiano (n. 1646)

## Maggio(8)
- 3 maggio - Eglon Hendrik van der Neer, pittore olandese (n. 1634)
- 6 maggio - John Murray, I marchese di Atholl, politico scozzese (n. 1631)
- 8 maggio - Innocenzo Le Masson, presbitero, teologo e monaco cristiano francese (n. 1627)
- 16 maggio - Charles Perrault, scrittore francese (n. 1628)
- 21 maggio - Raimund Faltz, orafo, intagliatore e miniatore svedese (n. 1658)
- 25 maggio - Charles-François Félix, medico e chirurgo francese (n. 1635)
- 26 maggio - Samuel Pepys, politico e scrittore inglese (n. 1633)
- 26 maggio - Hector de Callière, funzionario francese (n. 1648)

## Giugno(1)
- 25 giugno - Giovanni Pietro Pinamonti, gesuita italiano (n. 1632)

## Luglio(6)
- 4 luglio - Giovanni Roano e Corrionero, arcivescovo cattolico spagnolo (n. 1618)
- 6 luglio - Marzio Carafa, nobile (n. 1650)
- 11 luglio - Piero Bonsi, cardinale e ambasciatore italiano (n. 1631)
- 16 luglio - Christian Gyldenløve, generale danese (n. 1674)
- 26 luglio - Gérard Audran, incisore francese (n. 1640)
- 29 luglio - Francesco Marucelli, abate e bibliografo italiano (n. 1625)

## Agosto(1)
- 21 agosto - Thomas Tryon, mercante, scrittore e saggista inglese (n. 1634)

## Settembre(5)
- 3 settembre - Giuseppe Maria Ficatelli, pittore italiano (n. 1639)
- 14 settembre - Gilles Jullien, organista e compositore francese
- 22 settembre - Vincenzo Viviani, matematico, astronomo e ingegnere italiano (n. 1622)
- 25 settembre - Archibald Campbell, I duca di Argyll, nobile scozzese (n. 1658)
- 29 settembre - Charles de Marguetel de Saint-Denis de Saint-Evremond, scrittore francese (n. 1613)

## Ottobre(6)
- 3 ottobre - Alessandro Melani, compositore italiano (n. 1639)
- 8 ottobre - Tomás Marín de Poveda, generale spagnolo (n. 1650)
- 14 ottobre - Thomas Kingo, vescovo luterano danese (n. 1634)
- 17 ottobre - Carlo Giuseppe Gonzaga, nobile italiano (n. 1664)
- 26 ottobre - Ferdinando Guglielmo Eusebio di Schwarzenberg, principe (n. 1652)
- 28 ottobre - John Wallis, presbitero e matematico inglese (n. 1616)

## Novembre(5)
- 9 novembre - Stefano Sculco, vescovo cattolico italiano (n. 1638)
- 18 novembre - Anna Isabella Gonzaga, nobile italiana (n. 1655)
- 19 novembre - Maschera di Ferro
- 27 novembre - Basil Beaumont, ammiraglio britannico (n. 1669)
- 30 novembre - Nicolas de Grigny, organista e compositore francese (n. 1672)

## Dicembre(4)
- 24 dicembre - Leone Strozzi, abate e arcivescovo cattolico italiano (n. 1637)
- 27 dicembre - Tommaso Rues, scultore italiano
- 29 dicembre - Pierre Monier, pittore francese (n. 1641)
- 29 dicembre - Mustafa II, sultano ottomano (n. 1664)

## Senza giorno specificato(21)
- Lazzaro Baldi, pittore italiano
- Gaspare Beretta, ingegnere svizzero (n. 1620)
- Brigida Bianchi, attrice teatrale italiana (n. 1613)
- Louis Béchameil de Nointel, nobile francese (n. 1630)
- Baldassarre Castiglione, ambasciatore e militare italiano
- Cesare Corvara, architetto italiano
- José Delitala y Castelvì, poeta, militare e politico italiano (n. 1627)
- George Dew, pirata inglese (n. 1666)
- Pietro de Fusco, giurista italiano (n. 1638)
- Pompeo Ghitti, pittore italiano (n. 1631)
- Jan Gottlieb Glauber, pittore e incisore olandese (n. 1656)
- Michel Maille, scultore francese (n. 1643)
- Francesco Monti, pittore italiano (n. 1646)
- Giuseppe Nuvolone, pittore italiano (n. 1619)
- Anaklet Reiffenstuel, teologo tedesco (n. 1642)
- Joseph Roëttiers, medaglista francese (n. 1635)
- Carl Borromäus Andreas Ruthart, pittore e religioso tedesco (n. 1630)
- Johann Christoph Sturm, fisico tedesco (n. 1635)
- Robert White, incisore, pittore e disegnatore inglese (n. 1645)
- Matthias Withoos, pittore olandese (n. 1627)
- Carlo Filiberto d'Este, nobile (n. 1649)